# Пробач, народе православний!
«Пробач, народе православний!» — радянський фільм-балет 1990 року, знятий режисерами Борисом Бланком і Олександром Шапоріним.

## Сюжет
Фільм-балет про Івана Грозного за лібрето й хореографією керівника театру «Золотий балет» Віктора Шкілька.

## У ролях
- Олексій Духовський — артист
- Лідія Ярайкіна — артист
- Марина Комарова — артист
- Анатолій Вдовін — артист
- Олег Трусов — артист
- Ігор Мозжухін — артист
- Таїсія Мозжухіна — артист
- Ніна Щелканова — артист
- Ігор Губарєв — артист
- Людмила Бушуєва — артист
- Віктор Марар — артист
- Микита Шхілко — артист
- Зулейха Ахмерова — артист
- Ігор Вольний — артист
- Олег Єгоров — артист
- Олександр Лушников — артист

## Знімальна група
- Режисери — Борис Бланк, Олександр Шапорін
- Сценарист — Борис Бланк
- Оператор — Олександр Шапорін
- Композитор — Родіон Щедрін
- Продюсер — Євген Волков